# Баж (Од)
Баж (фр. Bages) насеље је и општина у јужној Француској у региону Лангдок-Русијон, у департману Од која припада префектури Нарбон.
По подацима из 2011. године у општини је живело 852 становника, а густина насељености је износила 68,0 становника/km². Општина се простире на површини од 12,53 km². Налази се на средњој надморској висини од 36 метара (максималној 190 m, а минималној 0 m).

## Демографија
| 1962. | 1968. | 1975. | 1982. | 1990. | 1999. | 2011. |
| ----- | ----- | ----- | ----- | ----- | ----- | ----- |
| 557   | 558   | 572   | 547   | 694   | 755   | 852   |

График промене броја становника у току последњих година